# Jordi Batiste
Jordi Batiste i Triadó (Barcelona, 2 de agosto de 1948) es un compositor, bajista y cantante español en lengua catalana. Considerado uno de los pioneros en el pop-rock en catalán tras formar parte de grupos como Ia & Batiste o, anteriormente, de Els 3 tambors.   Hermano del músico y arquitecto Albert Batiste.

## Trayectoria artística
Ha sido integrante de: Els 3 tambors, Grup de Folk,  Máquina!, Ia & Batiste, Orquestra Plateria, Els miralls de Dylan, Nova
Batiste usó el heterónimo Rocky Muntanyola en diversas ocasiones. La primera en el concierto de debut de la Orquestra Plateria, en el que compartió micro con otros ilustres heterónimos: Ricardo Solfa y La Voss del Trópico. Bajo este nombre tuvo una breve trayectoria como solista entre finales del 70 y la primera mitad de la década de 1980 y substituyó a Jaume Sisa en las representaciones de La Nit de Sant Joan de Dagoll Dagom. En 1977 participó en la tercera edición del Festival Canet Rock.(Canet Rock. Els temps estan canviant. Revista Enderrock. Junio 2014 págs. 38-47. n.º 224) 
En los 90 volvió a unirse con Ia Clua para presentar dos discos de Ia & Batiste. A principios del siglo XXI grabó dos discos en solitario con su nombre real. Realizó diseño gráfico y las fotografías de diversas portadas de discos del sello Als 4 Vents. Una composición suya, Cançó del noi dels cabells llargs, fue un himno entre la juventud progresista catalana de los años 60. En 2016 llevó a cabo una gira en que interpretó canciones de las diferentes bandas en las que ha participado.